# ريتشارد غرينفيلد
ريتشارد غرينفيلد (بالإنجليزية: Richard Greenfield)‏ هو ناشر أمريكي، ولد في 19 أبريل 1942، وتوفي في 16 أبريل 2014.